# Yannic Lerjen
Yannic Lerjen (* 26. Juli 1990 in Täsch) ist ein ehemaliger Schweizer Freestyle-Skifahrer. Er startete in den Disziplinen Halfpipe,
Slopestyle und Big Air.

## Werdegang
Lerjen debütierte im Januar 2011 am Kreischberg im Freestyle-Skiing-Weltcup und belegte dabei den 24. Platz in der Halfpipe. In der Saison 2011/12 wurde er bei den Swiss Freeski Open in Davos und beim Engadinsnow in St. Moritz jeweils Zweiter im Slopestyle. In der Saison 2013/14 kam er im Weltcup zweimal unter die ersten zehn. Dabei erreichte er im Januar 2014 in Calgary mit dem vierten Platz in der Halfpipe seine beste Platzierung im Weltcup und belegte zum Saisonende den achten Rang im Halfpipe-Weltcup. Im Februar 2014 nahm er an den Olympischen Winterspielen in Sotschi für die Schweiz teil. In der Qualifikation wurde er 14. in der Halfpipe und verpasste somit den Einzug in den Final. Im folgenden Jahr holte er bei den Freestyle-Skiing-Weltmeisterschaften 2015 am Kreischberg die Bronzemedaille in der Halfpipe. Bei den Schweizer Meisterschaften 2015 in Corvatsch wurde er Zweiter in der Halfpipe. Nachdem in der Saison 2015/16 wegen einer Schulterverletzung pausiert hatte, beendete er im Mai 2016 seine Karriere.